# لازارو بايز
لازارو بايز (بالإسبانية: Lázaro Báez)‏ هو شخصية أعمال أرجنتيني، ولد في 11 فبراير 1956 في كورينتس في الأرجنتين.